# Harley Marques
Harley Marques Silva (* 6. Juli 1975 in Brasília) ist ein brasilianischer Beachvolleyballspieler und Vizeweltmeister.

## Karriere
In den Jahren 1997 bis 2001 bestritt Harley nur insgesamt drei FIVB-Turniere. Das Turnier 2001 spielte er mit Rogério Ferreira, mit dem er 2002 im ersten Turnier der Saison seinen ersten Sieg erreichte. Ebenfalls eine Goldmedaille gewinnen konnte Marques mit seinem neuen Partner Franco Neto im Jahr 2003. 2004 startete Harley mit Benjamin Insfran, wechselte danach im gleichen Jahr noch zweimal den Partner, ehe er 2005 und 2006 wieder mit Benjamin antrat. Die beiden Brasilianer sicherten sich den Turniersieg in Montreal und gewannen außerdem zwei Silber- und drei Bronzemedaillen. In den beiden folgenden Jahren erreichte das neue Team Harley Marques und Pedro Salgado neun Turniersiege, wurde 2008 FIVB Tour Champion und zum Team of the Year gewählt, Harley, der im letzten Turnier des Jahres eine weitere Goldmedaille mit Benjamin gewann, war außerdem 2008 der herausragende Spieler der Tour.
Diesen Titel konnte er im nächsten Jahr verteidigen, außerdem zeichnete ihn die FIVB aus als Most Inspirational. Sein Partner war jetzt Alison Cerutti, mit dem er Ende des Jahres 2006 schon zwei Turniere bestritten hatte. Die beiden Südamerikaner erreichten 2009 zwei erste, zwei zweite und drei dritte Plätze, dazu kam als größter Erfolg die Vizeweltmeisterschaft in Stavanger.

### 2010
Nach einem 17. Platz mit Fábio Luiz bei den Brasilia Open entschied sich das erfolgreiche Team aus den Jahren 2007 und 2008, Harley und Pedro, für eine weitere Zusammenarbeit. Die beiden gewannen gleich das nächste Turnier in Shanghai, belegten jedoch bei den folgenden Veranstaltungen als einzige weitere Platzierung im Vorderfeld einen fünften Platz beim Grand Slam in Moskau. Auch in Polen erreichten die beiden Brasilianer den fünften Platz, während sie beim folgenden Event in Kristiansand zum zweiten Mal in dieser Saison das Finale erreichten, jedoch den Ranglistenersten Rogers und Dalhausser unterlagen. Im letzten Turnier des Jahres in Den Haag wurden Harley und Pedro Neunte, anschließend trennten sich die beiden wieder.

### 2011
Mit seinem neuen Partner Thiago Santos Barbosa belegte Harley in der Hauptstadt seines Heimatlandes den 25. Platz. Beim nächsten Event in Schanghai erreichten sie den 13. Rang. Bei den Weltmeisterschaften in Rom wurden die beiden Südamerikaner Siebzehnte, bei den folgenden beiden Turnieren scheiterten sie bereits in der Country Quota an Harleys Partner des Vorjahres, der mit Ferramenta antrat. Einstellige Endplatzierungen konnten Harley Marques und Thiago in Moskau als Fünfte und bei den Québec Open als Siebte erringen.

### 2012
Harley Marques spielte 2012 an der Seite von Evandro. Bestes internationales Ergebnis von Harley/Evandro war ein fünfter Platz bei den Brasília Open.

### 2013
2013 spielte Harley Marques mit seinem Ex-Partner Benjamin Insfran auf der deutschen Smart Beach Tour.